# La Chapelle-Launay
La Chapelle-Launay ist eine französische Gemeinde mit 3246 Einwohnern (Stand 1. Januar 2022) im Département Loire-Atlantique in der Region Pays de la Loire. Sie gehört zum Arrondissement Saint-Nazaire und zum Kanton Blain.

## Geografie
Die Gemeinde La Chapelle-Launay liegt auf der Hügelkette Sillon de Bretagne, 17 Kilometer nordöstlich von Saint-Nazaire und 27 Kilometer nordwestlich von Nantes. Seine Umgebung reicht bis in die Sümpfe an den Ufern der Loire. Nachbargemeinden von La Chapelle-Launay sind Campbon im Norden, Savenay im Osten, Lavau-sur-Loire im Südosten, Donges im Südwesten sowie Prinquiau im Westen.

## Bevölkerungsentwicklung
| Jahr                       | 1962 | 1968 | 1975 | 1982 | 1990 | 1999 | 2006 | 2012 | 2022 |
| Einwohner                  | 1211 | 1307 | 1354 | 1839 | 2249 | 2256 | 2634 | 2803 | 3246 |
| Quellen: Cassini und INSEE |      |      |      |      |      |      |      |      |      |

## Sehenswürdigkeiten
- Pfarrkirche Notre-Dame des Aulnes
- Abtei von Blanche-Couronne – Monument historique[1]

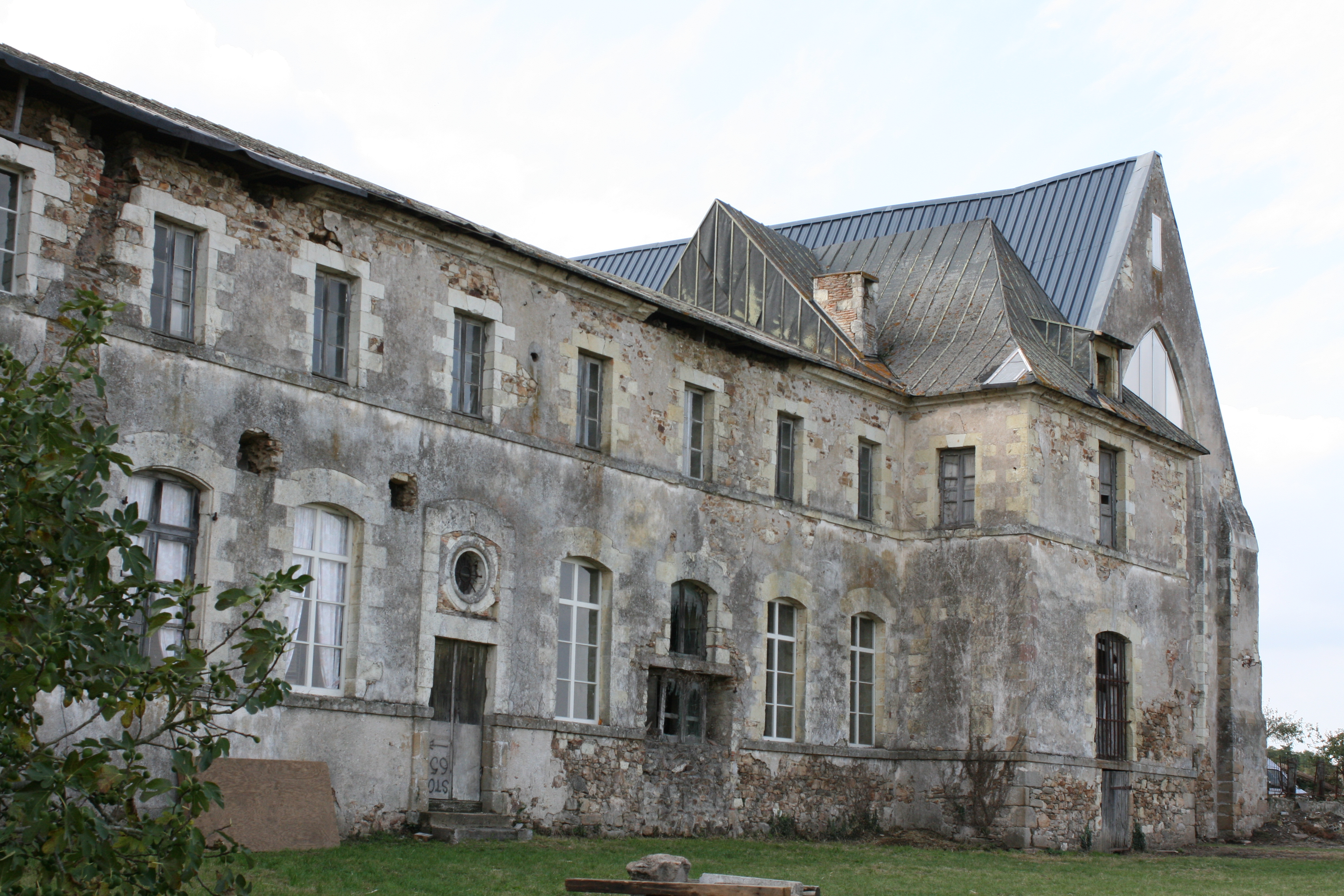
Abtei von Blanche-Couronne

## Persönlichkeiten
- José-Maria de Heredia (1842–1905), Schriftsteller
- Jean de Lorraine (1498–1550), Kardinal (1518), Erzbischof von Reims, Lyon und Narbonne sowie Bischof von Metz, Toul, Verdun, Thérouanne, Luçon, Albi, Valence, Nantes und Agen.